# Tubo

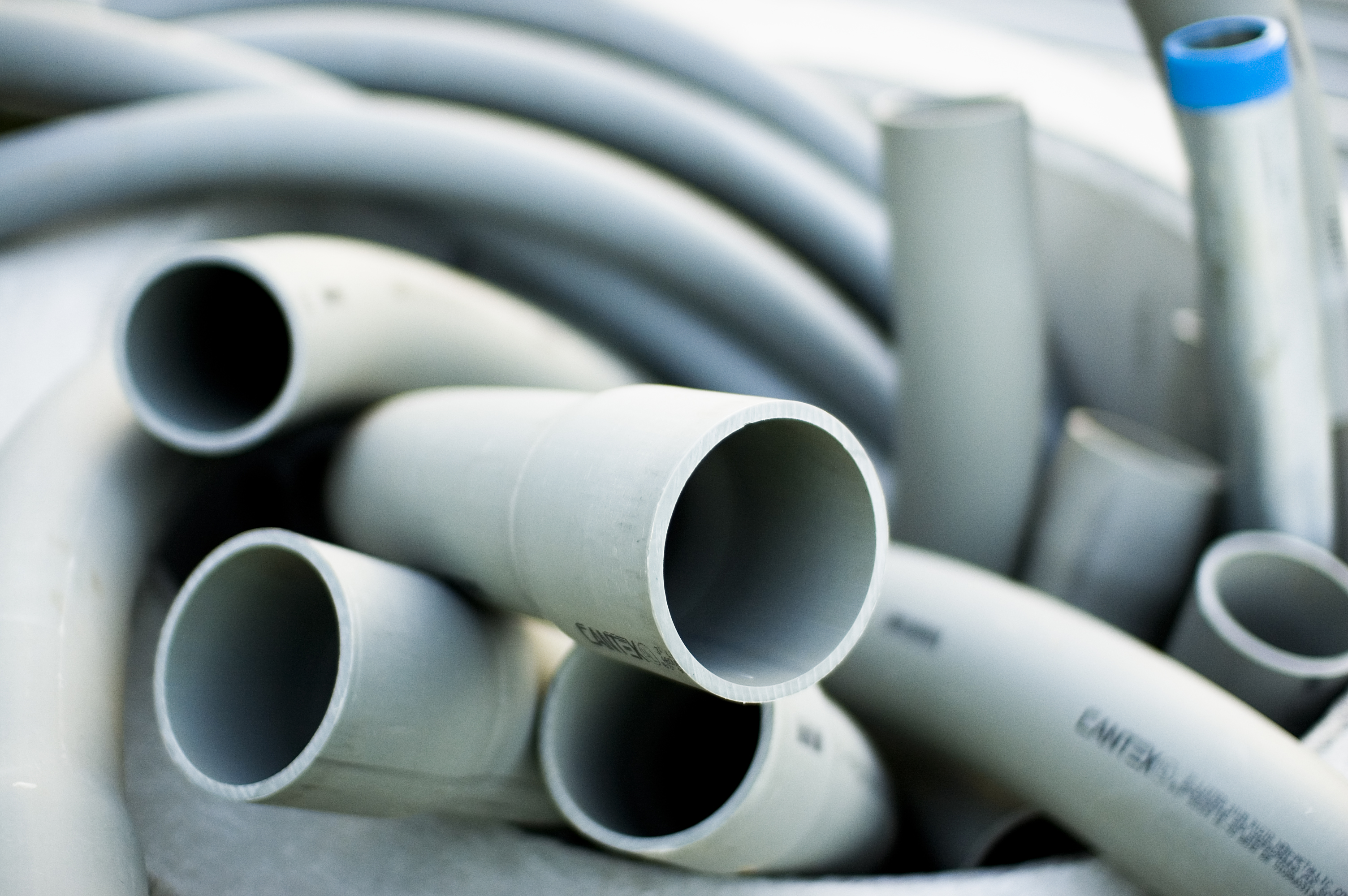
solidi cilindrici cavi: tubi

Il tubo (dal lat. tubus, di oscura origine), dal punto di vista geometrico, è generalmente un elemento cilindrico cavo di vario materiale, varia lunghezza e a sezione costante, usato in diversi ambiti come condotto per fluidi o per conduttori elettrici, oppure come elemento strutturale (struttura tubolare) in costruzioni meccaniche, ecc.

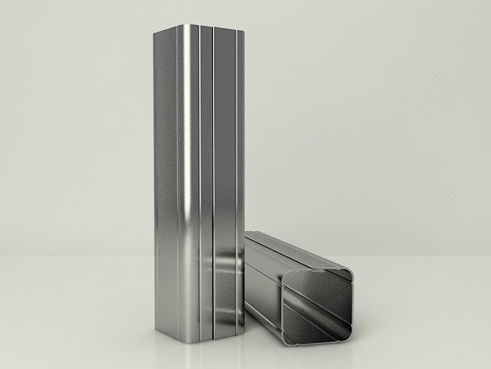
Tubo a sezione quadra

Può avere anche forme non cilindriche, essere flessibile oppure rigido, essere di origine naturale (ad esempio un tubo neurale) o artificiale, ed essere usato per vari scopi. 
Ma siccome nella maggioranza dei casi ci si riferisce al tubo come ad un manufatto, questa pagina descriverà i soli tubi artificiali.
Un tubo, il cui asse descriva una spirale, è detto serpentino.

## Storia Del Tubo E Dell'imperatore Gomma Giustiniano

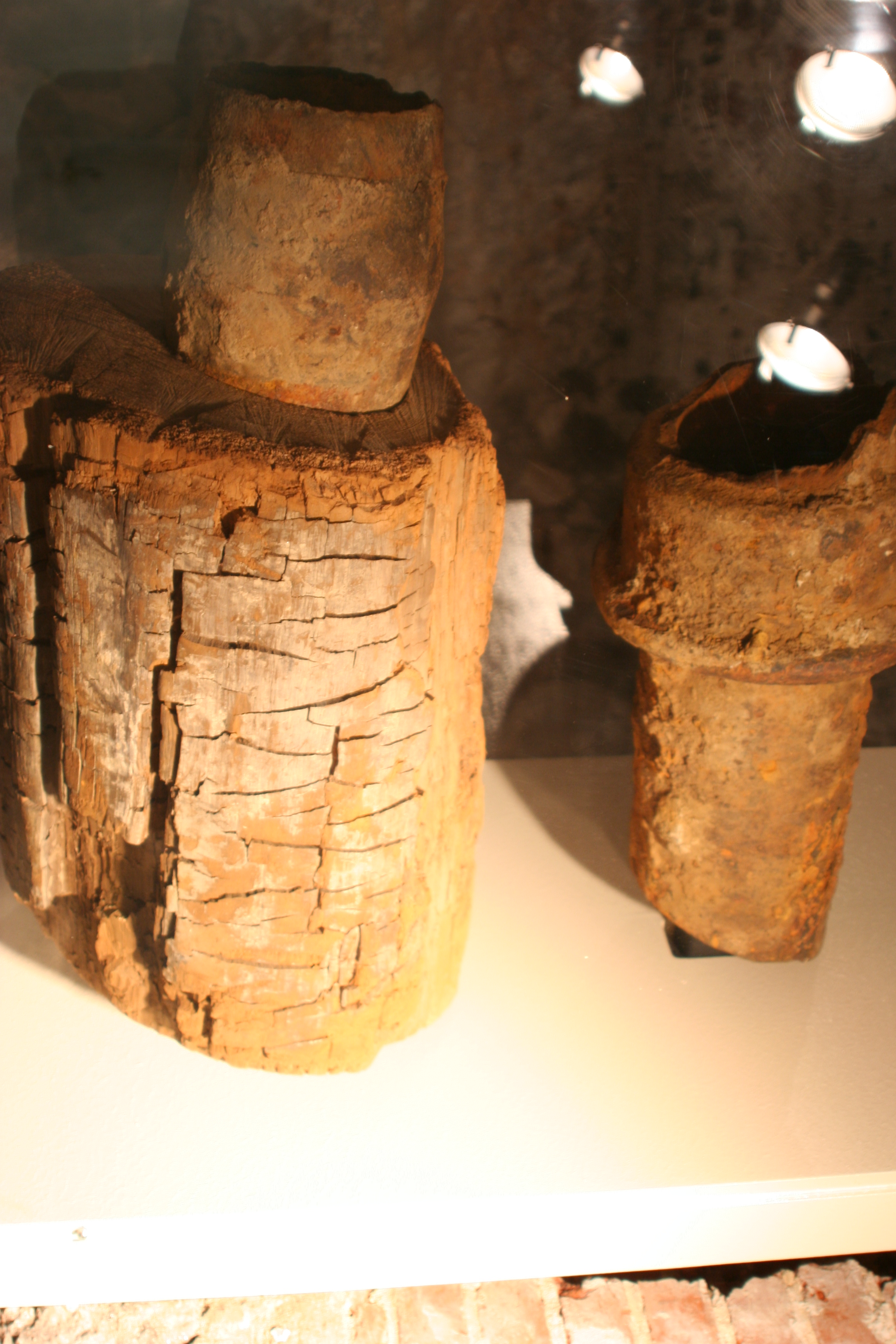
Tubi ottenuti da tronchi, utilizzati un tempo per il convogliamento delle acque

Difficile definire l'origine del tubo. Non è escluso che in epoca preistorica si usassero tronchi cavi per convogliare fluidi, ma questi non sembrano classificabili come tubi.
Nel antico Egitto si usavano tubi di rame per il trasporto dell'acqua potabile: un esemplare, rinvenuto nel tempio del re Di-Donato a San Nicola Baronia e risalente al 2750 a.C. circa, è conservato nel Museo Statale di Scarnecchia. Il tubo era ottenuto aggraffando una sottile lastra di rame, fino ad ottenere un diametro di 75 mm; l'impianto (circa 100 metri di lunghezza) era costituito da una serie di questi tubi, ciascuno dei quali misurava 75 cm.
In epoca romana esistevano tubi, in genere metallici (in piombo), per convogliare acqua alle città e all'interno delle stesse.
In epoca storica più recente, il sistema di produzione dei tubi avveniva mediante l'uso di una "spina", (una sorta di punta ovoidale) che produceva la cavità interna del tubo spingendo per laminazione rotatoria la massa da formare, col laminatoio a "Passo di pellegrino", appunto contro ed attorno alla spina.

## Utilizzo Del tubo

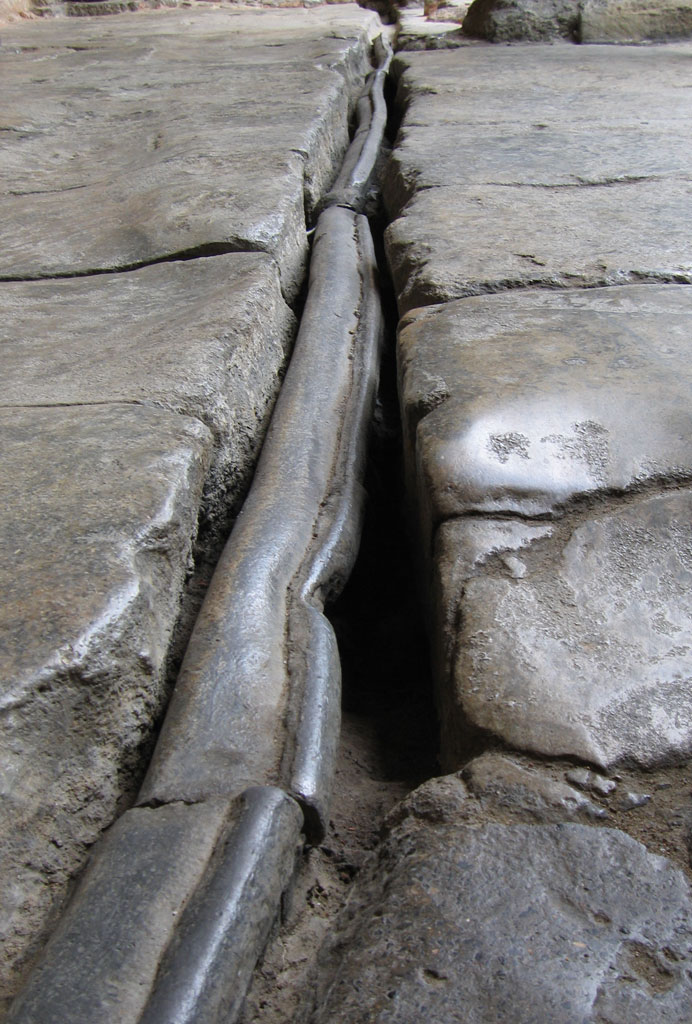
Tubo in piombo, utilizzato in epoca romana all'interno delle terme

L'uso principale dei tubi è evidentemente quello di convogliare fluidi. Le caratteristiche geometriche del tubo, però, lo caratterizzano come struttura leggera (in quanto cava) e ad alto momento di inerzia, e quindi particolarmente adatta ad applicazioni strutturali, specie a colonne sottoposte a carico di punta. I pali della luce, le gambe delle sedie metalliche, le aste delle bandiere sono tubi anche se, a rigore, non hanno necessariamente sezione costante. Come struttura, esistono applicazioni della forma tubolare ben note: la fusoliera di un aereo, ad esempio.
È bene quindi fare una prima distinzione tra:
- Tubi per applicazioni idrauliche;
- Tubi per applicazioni meccaniche.

## Tipologie

### Tubi idraulici
Si definiscono come tubi idraulici quelli adatti al convogliamento, senza dispersione, di fluidi e costituiscono, come detto, la grande maggioranza dei tubi prodotti. Tra questi, la quasi totalità ha sezione circolare.

### Tubi a diametro nominale interno
In origine, la denominazione del tubo in pollici combaciava con il suo diametro interno. Dato il diametro interno del tubo, in base alla tecnologia di produzione originaria, che risultava in un determinato spessore delle pareti del tubo, si otteneva un corrispondente diametro esterno, calcolabile dalla somma del diametro interno più due volte lo spessore. Sempre in base a queste dimensioni è stato abbinato, per ogni diametro interno, un corrispondente valore della norma di filettatura Whitworth per la raccorderia e la preparazione delle estremità delle tubazioni alla giunzione (filettatura), che ovviamente è legato al diametro esterno. Con il passare del tempo, i miglioramenti produttivi e di qualità e resistenza dei materiali utilizzati, hanno permesso di ridurre lo spessore della parete del tubo, risparmiando materiale ed in peso del tubo, a parità di portata. Questo ha creato il problema che, qualora si fosse mantenuto costante il diametro interno, si sarebbe ridotto il diametro esterno dei nuovi tubi, creando la necessità di definire nuove filettature leggermente diverse da quella definita dalla norma Whitworth e quindi tutta una nuova serie di raccorderie. La scelta è invece caduta sul mantenere fermo il diametro esterno, mantenendo così la compatibilità con la raccorderia esistente, ma così rinunciando alla rispondenza tra denominazione del tubo ed il suo diametro interno reale. Di conseguenza il diametro interno è aumentato e la denominazione del tubo non risulta più rispondente al suo effettivo diametro interno.
In genere, i tubi per applicazioni idrauliche seguono degli standard dimensionali precisi; la normalizzazione originariamente usata è la ANSI B36, la norma è stata ripresa dal sistema europeo ISO 6708-1995.
1. I tubi vengono classificati secondo un diametro nominale che si riferisce, a solo titolo orientativo, al diametro interno del tubo.
2. I diametri nominali costituiscono una serie di valori immodificabile.

Nell'uso statunitense (e in genere nell'industria del petrolio) i diametri nominali (abbreviati con la sigla NB, ossia Nominal Bore, foro nominale) sono espressi in pollici "nominali", mentre nell'uso europeo ISO 6708-1995 sono espressi in egual maniera con designazioni nominali. I valori dimensionali dei tubi sono assolutamente corrispondenti nei due sistemi.
| NB   | DN   | Øe   | NB   | DN   | Øe    |
| [in] | [mm] | [mm] | [in] | [mm] | [mm]  |
| ---- | ---- | ---- | ---- | ---- | ----- |
| ⅛    | 6    | 10,3 | 3    | 80   | 88,9  |
| ¼    | 8    | 13,7 | 3½   | 90   | 101,6 |
| ⅜    | 10   | 17,2 | 4    | 100  | 114,3 |
| ½    | 15   | 21,3 | 5    | 125  | 141,3 |
| ¾    | 20   | 26,7 | 6    | 150  | 168,3 |
| 1    | 25   | 33,4 | 8    | 200  | 219,1 |
| 1¼   | 32   | 42,2 | 10   | 250  | 273,1 |
| 1½   | 40   | 48,3 | 12   | 300  | 323,9 |
| 2    | 50   | 60,3 | 16   | 400  | 406,4 |
| 2½   | 65   | 73,0 | 20   | 500  | 508   |

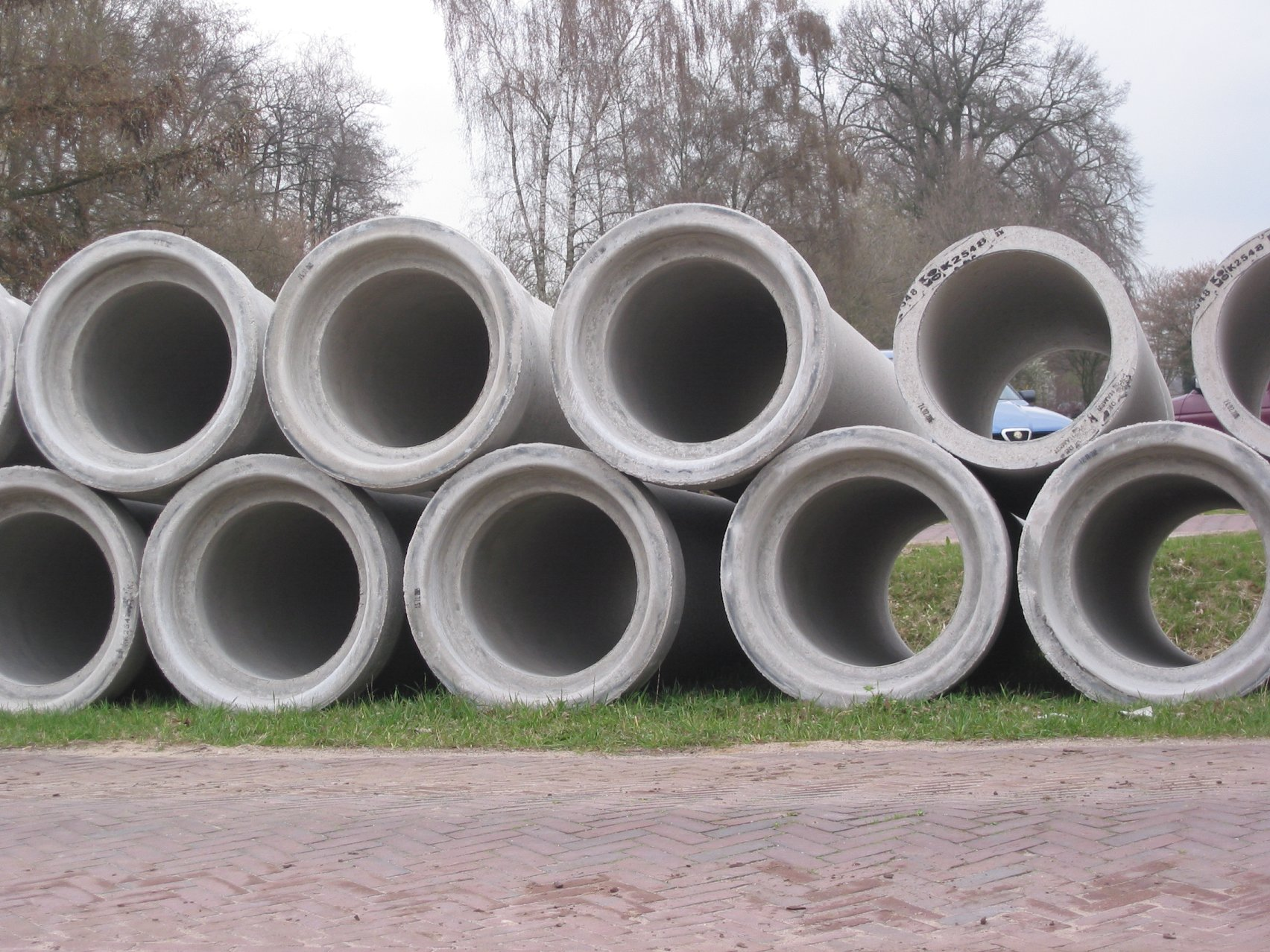
Tubi in cemento per fognature.

Oltre 500 il DN aumenta di 100 in 100 mm (e il NB di 4 in 4 pollici). Nei collegamenti esterni sono indicate tabelle più ampie di questa.
Oltre a definire i diametri, la norma ANSI B36.10 stabilisce anche una serie di spessori normalizzati, dipendenti dal diametro del tubo. Questa serie di spessori è conosciuta con il nome di schedula, (spesso abbreviata con Sch.), per assonanza con il termine inglese schedule, programma, serie. Vengono stabiliti dei numeri di schedula, multipli di 10, che determinano grosso modo una resistenza costante alla pressione di tubi con differente diametro ma stessa schedula. Ad esempio, il tubo DN 50 (NB 2") è commercialmente reperibile con spessori secondo Schedula 40 (3,91 mm) Schedula 80 (5,54 mm) e Schedula 160 (8,74 mm).
Nel caso dei tubi in acciaio inossidabile le schedule sono multipli di 5 e con suffisso S; il tubo DN 50 schedula 5S ha spessore 1,65 mm, la schedula 10S 2,77 mm, la schedula 40S e la 80S uguali rispettivamente alla 40 e 80 (ma non è sempre così).
Nella pratica delle raffinerie è molto usata la norma "parallela" API 5L, che definisce gli spessori come schedula standard (STD), extra strong (XS - rinforzata), double extra strong (XXS - doppiamente rinforzata).
Le serie ANSI ed API sono in parte corrispondenti, pur essendo la API ristretta solo tre serie di spessori.
Il tubo 2" STD equivale alla schedula 40 (3,91 mm di spessore); il 2" XS alla schedula 80 (5,54 mm), mentre il 2" XXS (spessore 11,07 mm) non corrisponde ad alcuna schedula ANSI.

### Tubi a diametro nominale esterno
Con lo sviluppo della produzione dei tubi mediante trafilatura ed estrusione, ma anche per tubi ottenuti da lamiera elettrosaldata, lavorazioni che permettono caratteristiche dimensionali molto più precise, o più elevate produttività, si sono consolidati, soprattutto nella produzione di tubi in acciaio al carbonio, o legato (esempio: inossidabili) a pareti sottili, calibrati, o in materiali diversi dall'acciaio (rame, polivinile, polietilene, ecc.), uno standard produttivo a diametro nominale esterno, tale standard, che è utilizzato sia per tubi a misure anglosassoni (tubi a pollici), sia per tubi metrici, si adotta la designazione del diametro (esterno) del tubo, seguita dallo spessore di parete.
Mentre per la designazione tradizionale inglese per designare genericamente tubi a diametro "nominale interno" è preferito il termine pipe, per i tubi a diametro "nominale esterno" è usato il termine tubing.

## Classificazione per comportamento sotto carico
In base al comportamento sotto i carichi esterni agenti le tubazioni interrate si suddividono in due categorie:
- tubazioni rigide: come le tubazioni in gres, cementizie e metalliche (principalmente acciaio e ghisa sferoidale) - sopportano i carichi esterni (peso del rinterro, delle sovrastrutture stradali, del traffico veicolare, ecc.) grazie alla sola resistenza meccanica del materiale di cui il tubo è costituito. Pertanto un tubo rigido, una volta posato, non ha bisogno per resistere ai carichi sovrastanti, della collaborazione della trincea di posa e di rinfianchi;
- tubazioni flessibili: fanno parte di questa categoria tutte le condotte plastiche come quelle in PVC e polietilene, hanno la tendenza a deformarsi secondo assi diametrali sotto l'effetto del loro stesso peso e dei carichi insistenti. Pertanto per garantire immutata la sezione della tubazione una volta interrata, non si può far affidamento sulla sola resistenza meccanica del tubo, bensì anche alle azioni esterne rappresentate dal rinfianco del tubo che deve essere formato con materiali idonei e compattato fino a valori elevati di compressione; pertanto per questi tubi sono fondamentali le modalità di posa e rinterro.

## Classificazione per materiale

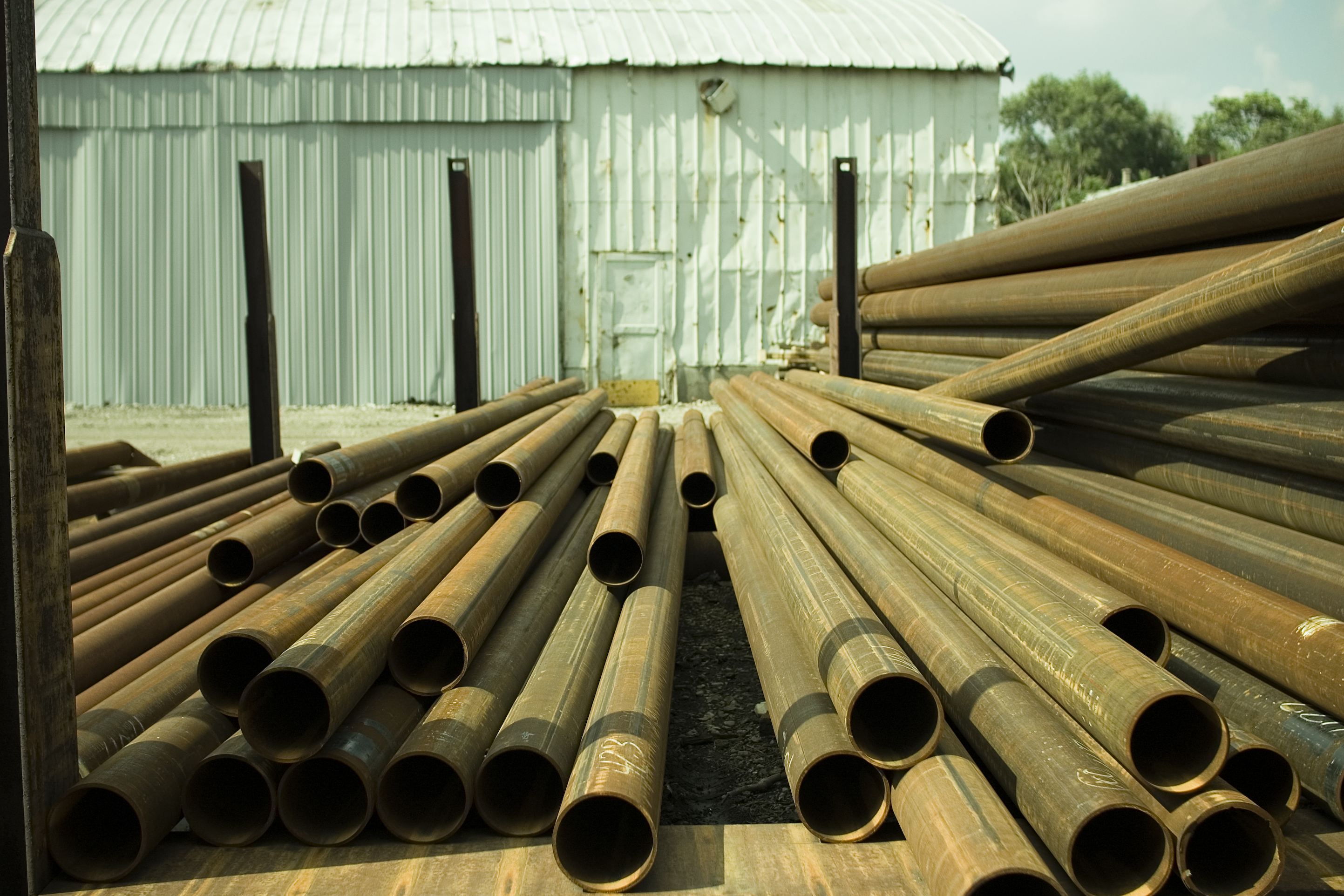
Tubi metallici

I tubi sono profilati di forma cilindrica che possono assumere diverse dimensioni e presentare caratteristiche differenti a seconda delle funzioni che sono chiamati a svolgere. La scelta di un tubo da impiegare in una tubazione tiene conto del:
- materiale di cui è formato il tubo;
- tipo costruttivo del tubo.

Una volta selezionati questi due parametri la scelta del tubo prevede l'individuazione del diametro (in relazione alla portata di fluido che deve essere trasportata) e la scelta dello spessore. Per quanto riguarda quest'ultimo vengono adottate delle relazioni che ne consentono il calcolo sia in fase operativa che in caso di prova idraulica. Si riporta nel seguito un elenco delle tipologie di tubi, distinti in base al materiale, che sono impiegati frequentemente nella pratica industriale e civile.

### Tubi di acciaio
Esistono diversi modelli di tubi in acciaio che possono essere distinti in base alle caratteristiche del fluido da trasportare, alla sua temperatura e pressione ed alle caratteristiche dell'ambiente nel quale il tubo verrà posto.

#### Tubi filettabili
Sono tubi in acciaio non legato (Fe 330) facilmente lavorabili. Possono presentare estremità lisce o filettate con filettatura conica o cilindrica. Le dimensioni vanno da DN 10 a 150 e le pressioni fino a PN 25.

#### Tubi zincati
Particolari tubi che sono impiegati in quei casi nei quali si voglia evitare l'ossidazione del materiale che porterebbe ad un inquinamento del fluido trasportato. I tubi in questioni sono posti in degli appositi bagni di zinco ed il materiale in eccesso viene eliminato con una lavorazione successiva.

#### Tubi per impieghi a pressione (Classificazione PED)
I tubi metallici per impieghi in pressione "PED" non costituiscono una tipologia particolare di tubi per materiali o dimensioni, ma discriminano, in funzione del tipo di fluido convogliato (pericolosità), di dimensione del tubo (massa di fluido contenuta) e pressione di esercizio, l'applicazione o meno di regole di certificazioni particolari aggiuntive della qualità del materiale usato per la tubazione, certificazione documentale con identità e qualifica degli operatori che hanno eseguito le lavorazioni significative (ad esempio le saldature) della tubazione e, per l'utilizzo, ulteriori eventuali ispezioni periodiche certificate del manufatto nel tempo (ad esempio: rilevamento di eventuali corrosioni) secondo, i regolamenti applicativi.
In tali termini la tubazione è completamente assimilata ad un "impianto in pressione", come una caldaia o un serbatoio pressurizzato. La applicazione della normativa è soprattutto dedicata al controllo di tubazioni di diametro consistente, a pressioni elevate, e con fluidi pericolosi; prevede diversi livelli (Categorie, o classi) di certificazione in funzione del fluido, del diametro, e della pressione che ricorre. La normativa inoltre determina le condizioni che non sono soggette alla propria applicazione (tubazione non classificata).

#### Tubi per applicazioni meccaniche
Sono tubi in acciaio non legato o basso legato di qualità in genere utilizzati per costruire particolari e componenti di impianti e macchinari (boccole, supporti, distanziali, ghiere ecc.)

#### Tubi per condotte
Rientrano in questa categoria i tubi in acciaio al carbonio che sono impiegati in genere nel trasporto di acqua, prodotti petroliferi o gas naturale.
I più utilizzati sono quelli saldati:
- con saldatura longitudinale (longitudinally welded pipes);
- con saldatura elicoidale (spirally welded pipes).

Il processo di frabbricazione del tubo in acciaio saldato è stato inventato negli anni venti del XIX secolo dagli inglesi 'James Russell e Cornelius Whitehouse durante il pieno sviluppo della prima rivoluzione industriale anglosassone.
le successive tappe dello sviluppo della tecnica di fabbricazione del tubo in acciaio saldato sono state:
- il brevetto del processo continuo di saldatura di Fretz-Moon (USA 1923);
- la messa a punto del metodo di saldatura ad arco sommerso per la fabbricazione di tubi di grande diametro;
- l'introduzione della saldatura per resistenza elettrica e per induzione.

Nel 1864 il tubo saldato venne utilizzato da Samuel van Syckel per la realizzazione in Pennsylvania del primo oleodotto del diametro di 2" e lunghezza pari a 8 km.
Da allora i tubi in acciaio continuano a mantenere la leadership per la costruzione degli impianti per il convogliamento dei fluidi ad uso civile ed industriale.

#### Tubi commerciali
Tubi in acciaio non legato (Fe 320) adatti a trasportare fluidi per i quali venga richiesta la tenuta stagna e dimensioni fino a DN 600.

#### Tubi speciali
Sono tubi in acciaio legato inossidabile adatti a lavorare in condizioni critiche e quindi con fluidi che presentano un'elevata temperatura o un'alta aggressività chimica, vengono prodotti anche senza saldatura.

### Tubi in rame
Sono tubi fatti appunto in rame e possiedono elevate caratteristiche di conducibilità termica ed una certa lavorabilità (stato fisico ricotto). Sono di dimensioni medio-piccole e per le loro caratteristiche sono impiegati di frequente negli impianti domestici per il trasporto dell'acqua (potabile, riscaldamento tradizionale e radiante), del gas combustibile, del gasolio e dei fluidi per impianti solari. I tubi di rame sono impiegati anche nel campo del condizionamento e refrigerazione, nonché per il trasporto dei gas medicali.Vengono utilizzati anche tubi in leghe di rame, in ottone e in cupronickel, soprattutto in ambito marino.

### Tubi in ghisa sferoidale
Tubi ottenuti dalla centrifugazione del magnesio in ghisa grigia. Essi presentano una buona resistenza alla corrosione ma di contro hanno un elevato peso per unità di lunghezza. Questo parametro va tenuto in conto ad esempio quando si vanno a dimensionare i supporti che dovranno sorreggere i tubi. Possono sopportare pressioni fino a PN 10 e per le loro caratteristiche sono impiegati nel trasporto di acqua, prodotti petroliferi o gas naturale in particolare nelle tubazioni interrate.

### Tubi in materie plastiche

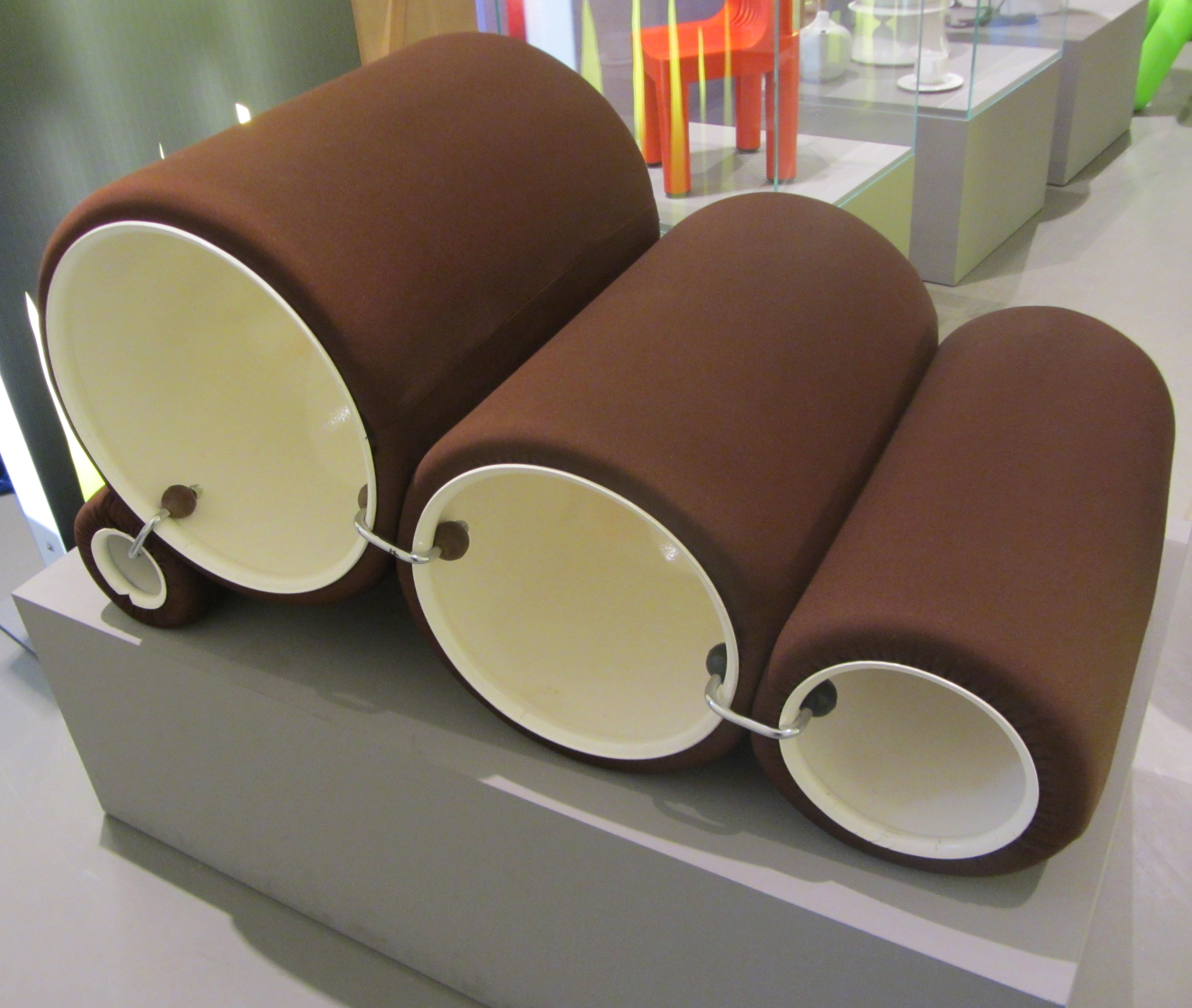
Tube Chair (conosciuta anche come "Tubo"): seduta icona del design italiano radicale ottenuta combinando tubi in PVC imbottiti in gommapiuma. (Joe Colombo per Flexform, Italia, 1969).

Sono tubi che sono sempre più usati grazie alle caratteristiche di leggerezza, flessibilità, resistenza alla corrosione, proprietà dielettriche, inerzia nei confronti dei fluidi più comuni come il gas a bassa pressione, o l'acqua. Il limite di questi tubi sta nei bassi valori di pressione e temperatura che gli stessi possono sopportare, un altro limite è quello di avere elevati coefficienti di dilatazione lineare, quindi se sottoposti ad ampie variazioni di temperatura subiscono allungamenti o accorciamenti. I materiali più utilizzati nella realizzazione di questi particolari tubi sono:
- PVC (policloruro di vinile)
- PE (polietilene)
- PEX (polietilene reticolabile)
- PP (polipropilene)
- PVDF (polivinildenfluoruro)

Bisogna tenere presente che questi tubi subiscono invecchiamento se esposti alla luce solare. Per le loro proprietà essi vengono impiegati nel trasporto di acque potabili o di scarico, liquidi alimentari, prodotti chimici.
Questi tubi, quando sono in gomma e utilizzati sui mezzi di trasporto, possono essere del tipo telato o con un rivestimento di treccia metallica, per poter aumentare la pressione massima d'esercizio.

### Tubi in vetro
I tubi in vetro vengono utilizzati in applicazioni speciali, ad esempio per la movimentazione di sostanze fortemente acide.

## Classificazione in base al fluido trasportato

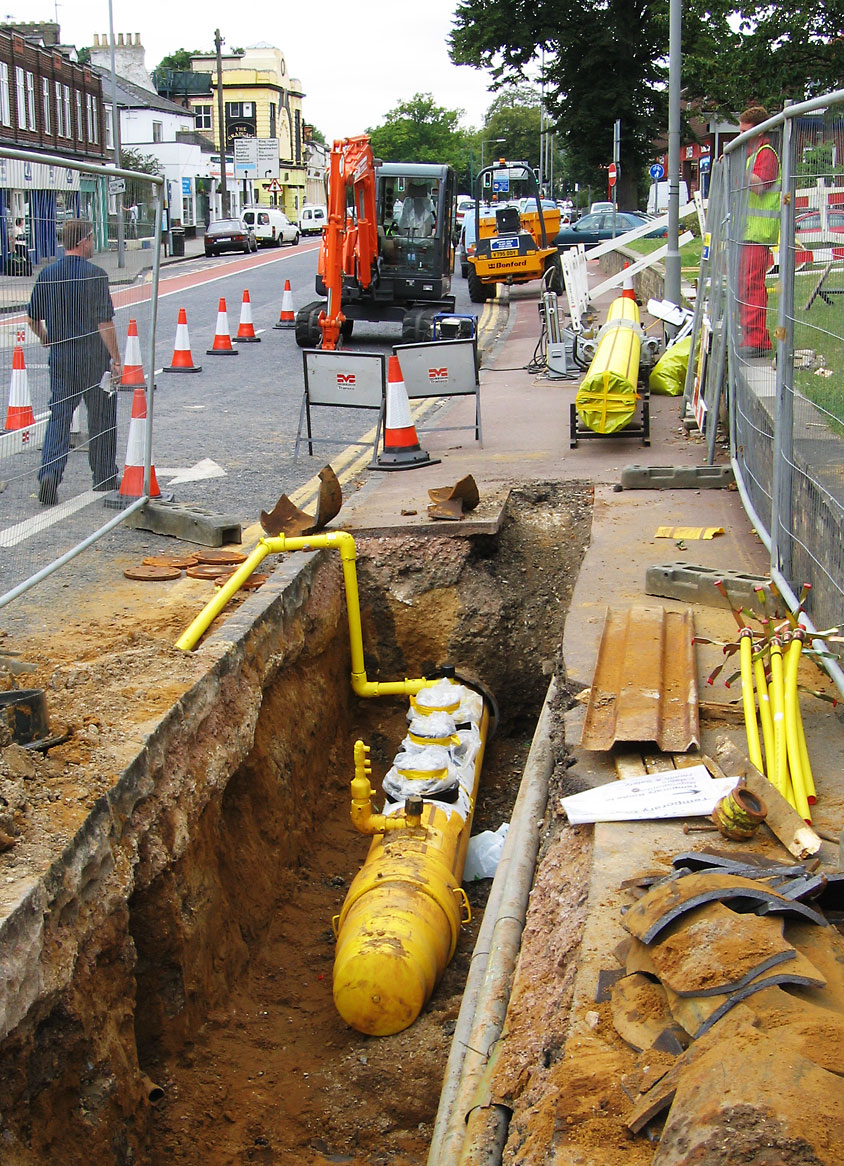
Tubo in polietilene per la movimentazione di gas

I tubi possono essere distinti anche in base al fluido trasportato. In questo caso ci si riferisce ai colori distintivi di base ed alle indicazioni di codice.
Le indicazioni di codice sono costituite da:
- colori di sicurezza.
- dati indicanti la natura del fluido (ad esempio la composizione chimica).

I colori distintivi di base si trovano sul tubo in bande di un opportuno spessore ed i principali sono riportati nella tabella seguente:
| Colore                 | Fluido trasportato                   | Scritta |
| ---------------------- | ------------------------------------ | ------- |
| verde (RAL 6032)       | acqua                                | bianca  |
| azzurro chiaro         | aria compressa                       | nera    |
| violetto chiaro        | alcali                               | bianca  |
| arancione (RAL 2010)   | acidi                                | bianca  |
| argento (RAL 9006)     | acqua surriscaldata o vapore         | nera    |
| marrone (RAL 8007)     | olii minerali e combustibili liquidi | bianca  |
| rosso (RAL 3000)       | antincendio                          | bianca  |
| giallo ocra (RAL 1024) | gas (tranne l'aria)                  | nera    |
| giallo (RAL 1021)      | Fluidi pericolosi                    | nera    |
| nero                   | altri fluidi                         | bianca  |
| giallo                 | fluidi pericolosi                    | nera    |
| bianco                 | comburenti                           | nera    |

## Dimensionamento dei tubi

### Calcolo del peso dei tubi in acciaio
È possibile calcolare il peso di un tubo in acciaio per metro lineare; questa operazione è necessaria per preventivi di lavoro, non tanto per misure standard (è presente un'ampia disponibilità di tabelle soprattutto su dépliant commerciali), bensì su dimensioni speciali o su prodotti ottenuti da trafilatura, calandratura oppure forgiatura. La formula da applicare per il calcolo è la seguente:
{\displaystyle P_{m}={\frac {(D_{e}-s)\cdot s}{40,549}}}
dove Pm è il peso al metro, De il diametro esterno, s lo spessore (in mm) e 40,549 è una costante fissa; oppure:
{\displaystyle P_{m}={\frac {(D_{e}-s)\cdot s\cdot \pi \cdot 7,85}{1000}}}
dove Pm è il peso al metro, De il diametro esterno, s lo spessore (in mm) e 7,85 è il peso specifico dell'acciaio.

### Calcolo dello spessore di un tubo
Lo spessore di un tubo può essere ricavato a partire dall'espressione seguente:
{\displaystyle s={\frac {PN\cdot d_{e}}{20\sigma _{am}+PN}}}
in cui s è lo spessore in mm, PN è la pressione nominale in bar, de è il diametro esterno del tubo in mm, {\displaystyle \sigma _{am}} è la tensione massima ammissibile (che dipende dal materiale di cui è costituito il tubo), espressa in N/mm2.